# (7288) 1991 FE1
A (7288) 1991 FE1 a Naprendszer kisbolygóövében található aszteroida. Sugie, A. fedezte fel 1991. március 18-án.